# Jean-Baptiste Decrolière
Jean-Baptiste Decrolière, né le 3 avril 1839 à Marchienne-au-Pont, près de Charleroi (Belgique) et décédé le 5 septembre 1899 à Namur (Belgique), était un prêtre du diocèse de Tournai, consacré 25e évêque de Namur le 1er août 1892. Il le sera jusqu’à sa mort en 1899.

## Biographie

### Études et carrière
Après d’excellentes études au petit séminaire de Bonne-Espérance, Decrolière entre au Grand Séminaire de Tournai. Ordonné prêtre en 1866, il complète sa formation théologique à l’université de Louvain.
Son premier poste est au collège d’Enghien où il est titulaire de la classe de rhétorique. Il y passe 16 ans avant d’être appelé au grand séminaire de Tournai pour y enseigner l’histoire de l’Église et l’homilétique. Il est bientôt président du Grand-Séminaire de Tournai.

### Évêque de Namur
Decrolière est prêtre depuis 25 ans lorsque le pape Léon XIII le nomme évêque de Namur. Il reçoit la consécration épiscopale le 1er août 1892 des mains du cardinal Pierre-Lambert Goossens, archevêque de Malines, et lui-même ancien évêque de Namur, avec comme co-consécrateurs Isidore-Joseph Du Rousseaux et Antoine Stillemans. Il choisit comme devise l’invocation à la Vierge-Marie tirée de la prière ‘Salve Regina’ : « Spes nostra, salve ! »
L’épiscopat de Decrolière à la tête du diocèse de Namur ne dure que sept ans. Dès son entrée en fonction ses activités sont limitées par une santé qui est déjà sur le déclin. 
La publication de l’encyclique sociale Rerum Novarum de Léon XIII (en 1891) a profondément divisé son diocèse. Decrolière s’attache à restaurer l’unité. Non sans peine, car pour résoudre les brûlantes questions sociales de la fin du XIXe siècle, lui-même préconise dans ses mandements pastoraux, plutôt la puissance de la charité chrétienne à l’heure où Léon XIII insiste sur les « exigences de la justice naturelle et de la dignité humaine ».
Decrolière meurt à Namur, le 5 septembre 1899, après une longue et pénible maladie. 